# Lambda Bootis
Lambda Bootis (λ Boo, λ Bootis), som är stjärnans Bayerbeteckning, är en dvärgstjärna i norra delen av stjärnbilden Björnvaktaren. Den befinner sig på ett avstånd av ungefär 99 ljusår från solen.

## Nomenklatur
Lambda Bootis utgör tillsammans med Aselli (θ Boo, ι Boo och κ Boo), Al Aulād al Dhi'bah ( ألعولد ألذعب - al aulād al Dhi'b ), "hyenors valpar". 
Al Aulād al Dhi'bah eller Aulad al Thiba var titeln på denna stjärna i stjärnkatalogen i Technical Memorandum 33-507 - A Redused Star Catalog med 537 namngivna stjärnor.

## Egenskaper
Lambda Bootis är en vit dvärgstjärna i huvudserien av spektraltyp A med en skenbar magnitud 4,18. 
Stjärnan är prototyp för en grupp sällsynta stjärnor kända som Lambda Bootis-stjärnor, vilka alla är dvärgstjärnor med ovanligt låga förekomster av metaller i sina spektra. Stjärnans diameter har uppmätts till 1,7 gånger solens.